# Prefectura apostólica del Polo Norte
La prefectura apostólica del Polo Norte (en latín: Praefectura Apostolica Poli Arctici y en danés: Nordpolsmissionen) fue una circunscripción eclesiástica de la Iglesia católica en Canadá, Dinamarca, Noruega, Reino Unido y Suecia. Fue suprimida el 17 de agosto de 1869. Se trataba de una prefectura apostólica latina, inmediatamente sujeta a la Santa Sede.

## Territorio y organización
La prefectura apostólica extendía su jurisdicción en el momento de su máxima expansión sobre los fieles católicos de rito latino residentes en los siguientes territorios:
- los sectores sueco y noruego de Laponia al norte del círculo polar ártico;
- el condado de Caithness, las islas Orcadas y Shetland, en Escocia, Reino Unido;
- las posesiones danesas de las islas Feroe, Islandia y Groenlandia;
- los Territorios Árticos Británicos (fueron transferidos a Canadá por el Reino Unido el 31 de julio de 1880. Iban desde la bahía de Baffin hasta la isla Melville y el polo norte). El decreto de erección menciona New Cumberland y el distrito de Hudson, por lo que las otras posesiones británicas en el área: Territorio Noroeste y Tierra de Rupert (cedidas a Canadá en 1870) habrían formado parte de la prefectura apostólica.[nota 1][3]

La sede principal del prefecto era la ciudad de Alta, en el antiguo condado de Finnmark en Noruega. El 20 de marzo de 1866 se trasladó la sede a Copenhague, cuyo puerto permitió un acceso más fácil a los diferentes territorios de la prefectura.
Las estaciones misioneras, la mayoría con iglesias o capillas, estaban ubicadas en Alta, Tromsø y Hammerfest en Noruega; Reikiavik en Islandia; Lerwick en las Shetland; Tórshavn en las islas Feroe; y Wick en Escocia. Groenlandia y las islas canadienses del círculo polar, habitadas por esquimales, formaban parte de la prefectura apostólica de jure, pero de hecho, en 1869, aún no habían sido visitadas por ningún sacerdote.

## Historia

### Antecedentes
Al momento de la Reforma protestante en el siglo XVI las áreas nórdicas europeas eran católicas: los sectores suecos de Laponia pertenecían a la arquidiócesis de Upsala, los noruegos a la arquidiócesis de Nidaros, las islas Feroe tenían una diócesis propia, en Islandia existían las diócesis de Skálholt y de Hólar, en las Orcadas y Shetland estaba la diócesis de las Orcadas y en el norte de Escocia la diócesis de Caithness. Todas esas diócesis fueron suprimidas o convertidas en protestantes y la fe católica prohibida. El área ártica de América del Norte no había sido evangelizada por misioneros católicos y en Groenlandia la diócesis de Garðar desapareció a principios del siglo XV. 
Luego de la Reforma los escasos católicos remanentes en el norte de Europa fueron puestos secretamente en 1582 bajo la jurisdicción del nuncio apostólico en Colonia en Alemania. Al ser creada en 1622 la Sagrada Congregación para la Propagación de la Fe (Propaganda Fide) tomó a su cargo las misiones en Dinamarca y Noruega, poniendo a su frente al nuncio apostólico en Bruselas, mientras que al frente de las misiones en Suecia, Finlandia y Mecklenburgo fue puesto el nuncio apostólico en Polonia. En 1688 Dinamarca, Noruega y Suecia pasaron a ser parte del vicariato apostólico de Alemania Septentrional, con los obispos de Paderborn actuando como administradores. En 1781 fue erigida la prefectura apostólica de Suecia basada en Estocolmo, comprendiendo Suecia y Finlandia, y el 23 de septiembre de 1783 fue promovida a vicariato apostólico de Suecia. En 1834 las misiones católicas en Noruega pasaron a formar parte del vicariato apostólico de Suecia.
Las misiones católicas en Escocia se reanudaron en el siglo XVII. La prefectura apostólica de Escocia fue erigida por el papa Inocencio X el 13 de octubre de 1653. Inocencio XII elevó la prefectura apostólica a vicariato apostólico el 16 de marzo de 1694. El 23 de julio de 1727 se dividió el vicariato apostólico erigiéndose el vicariato apostólico de las Tierras Altas (o Highlands) y una nueva división el 13 de febrero de 1827 por el papa León XII erigió el vicariato apostólico del Distrito Norte de Escocia con sede en Aberdeen.

### Prefectura apostólica
La prefectura apostólica fue erigida por un decreto de la Propaganda Fide del 8 de diciembre de 1855. Para crearla fueron separados del vicariato apostólico de Suecia los territorios suecos y noruegos al norte del círculo polar ártico. Los territorios árticos de América del Norte eran parte de la diócesis de San Juan de Terranova y las dependencias danesas estaban fuera de cualquier circunscripción católica.
El primer prefecto apostólico fue Paul Marie Stefan de Djunkowsky, un ruso de San Petersburgo que se convirtió al catolicismo, quien colocó la sede de la prefectura en la ciudad noruega de Alta. En 1862 dimitió y fue sucedido por el misionero francés Bernard Bernard, natural de la arquidiócesis de Reims, quien dio un mayor impulso a la actividad misionera fundando varias estaciones misioneras.
Al territorio inicial establecido por el decreto del 8 de diciembre de 1855, la Propaganda Fide también añadió las islas Orcadas y Shetland en Escocia por decisión del 16 de noviembre de 1860, separándolas del vicariato apostólico del Distrito Norte de Escocia. Un nuevo decreto a principios de 1861 también agregó el condado de Caithness, que también se separó del vicariato apostólico del Distrito Norte de Escocia.
En 1866, coincidiendo con el traslado de la sede de la prefectura a Copenhague, se estableció en esta ciudad un seminario para la formación de sacerdotes.
A partir de 1868 la Santa Sede reorganizó las misiones en el norte. El 7 de agosto de 1868 se erigió la misión sui iuris de Noruega (hoy la diócesis católica de Oslo), a la que se anexó la Laponia noruega.
El 17 de agosto de 1869, mediante el breve Ecclesiae universae del papa Pío IX, el resto de la prefectura apostólica del Polo Norte fue desmembrada y sus diversos territorios fueron cedidos a las jurisdicciones eclesiásticas de aquellos países a los que pertenecían desde el punto de vista político y cultural. Las islas Feroe, Islandia y Groenlandia se anexaron a la prefectura apostólica de Dinamarca (hoy diócesis de Copenhague), mientras que el condado de Caithness y las islas Orcadas y Shetland regresaron al vicariato apostólico del Distrito Norte de Escocia (hoy la diócesis de Aberdeen). El breve Ecclesiae universae no dice a que circunscripción eclesiástica fue cedida la Laponia sueca, pero se integró efectivamente al vicariato apostólico de Suecia, hoy diócesis de Estocolmo. Sobre los territorios árticos de América del Norte, el breve utiliza el genérico superiori Canadae tribuimus, sin especificar la sede de pertenencia de esos territorios, que volvieron a la diócesis de San Juan de Terranova.
Estas decisiones llevaron efectivamente a la supresión de la prefectura apostólica y al traslado de Bernard Bernard a la nueva prefectura apostólica de Noruega.

## Estadísticas
En 1869 la prefectura contaba con 13 sacerdotes misioneros, de los cuales 5 eran belgas, 1 bávaro y 6 franceses.

## Episcopologio

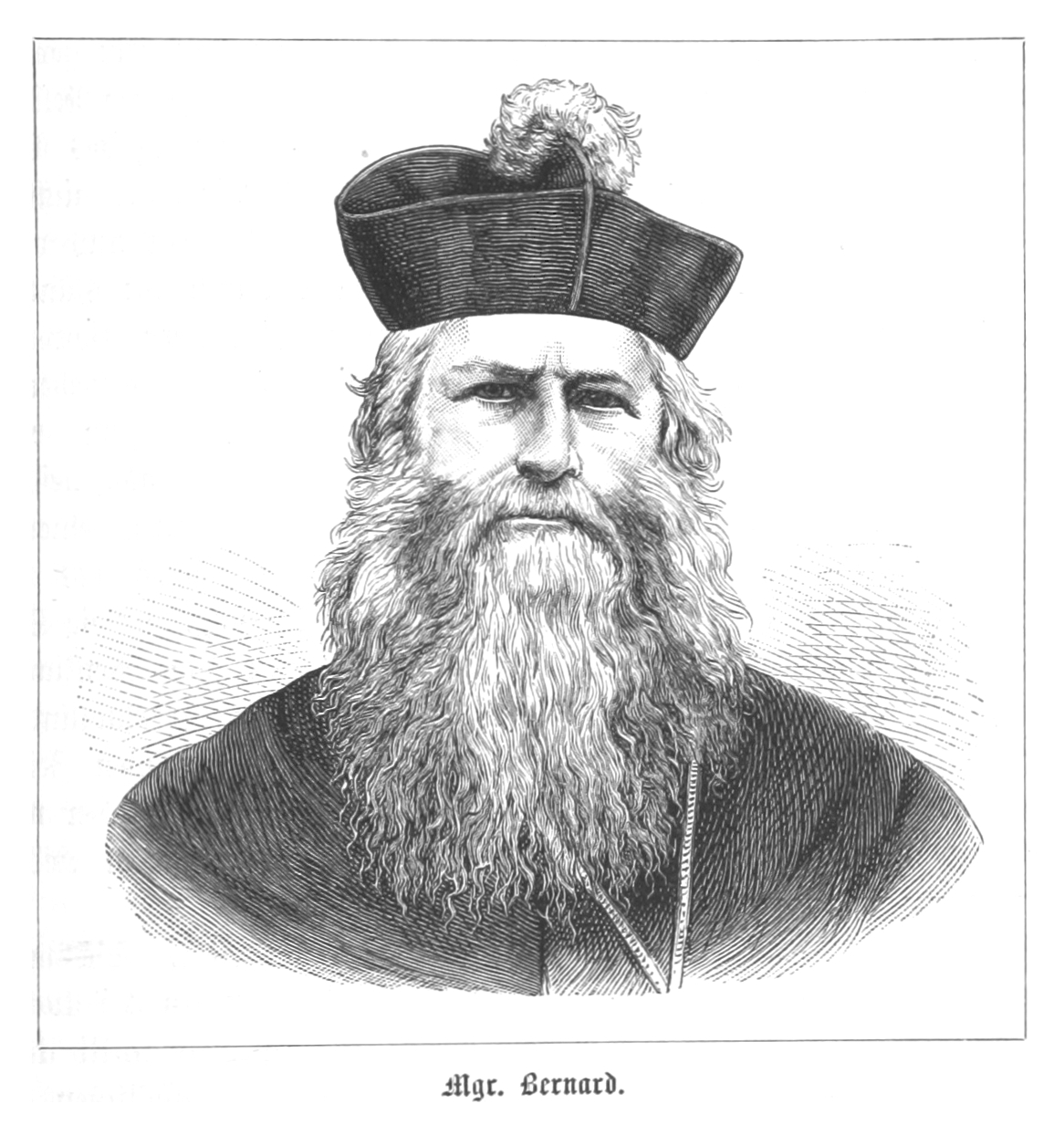
Bernard Bernard, prefecto apostólico desde 1862 a 1869

- Paul Marie Stefan de Djunkowsky † (8 de diciembre de 1855-octubre de 1861 renunció)
- Bernard Bernard, M.S. † (1862-17 de agosto de 1869[13] nombrado prefecto apostólico de Noruega)